# Жемчужников, Алексей Михайлович
Алексе́й Миха́йлович Жемчу́жников (11 [23] февраля 1821, Почеп, Мглинский уезд, Черниговская губерния — 25 марта [7 апреля] 1908, Тамбов, похоронен в Москве) — русский лирический поэт, сатирик и юморист. Один из создателей образа Козьмы Пруткова.

## Биография
Происходил из старинного дворянского рода Жемчужниковых — сын сенатора Михаила Николаевича Жемчужникова (1788—1865) от брака его с Ольгой Алексеевной Перовской (1799—1833). Приходился племянником известному писателю Антонию Погорельскому, двоюродным братом Алексею Константиновичу Толстому.
Вырос в родовом имении Павловка под Ельцом, короткое время учился в Первой Санкт-Петербургской гимназии и в 1835 году был переведён в Училище правоведения. После окончания училища в 1841 году служил в Сенате; участвовал (вместе с Д. Н. Бегичевым и своим «лучшим другом» В. А. Арцимовичем) в сенатских ревизиях Орловской и Калужской губерний и таганрогского градоначальства. В 1847 году, после отпуска проведённого за границей, перешёл на службу в министерство юстиции, а в 1849 году в Государственную канцелярию; был помощником статс-секретаря Государственного совета.
В 1858 году вышел в отставку и жил в Калуге, Москве и во 2-й половине 1860-х годов — начале 1870-х — за границей, преимущественно в Германии, Швейцарии, Италии и на юге Франции. С 1884 года проживал только в России.
Вернувшись в Россию, главным образом остаётся в Тамбове и Тамбовской губернии, в имении своего зятя Михаила Баратынского (племянника поэта Евгения Баратынского) в селе Ильинка (Ильиновка) Кирсановского уезда (ныне — село Ильинка Уметского района Тамбовской области).

## Творчество

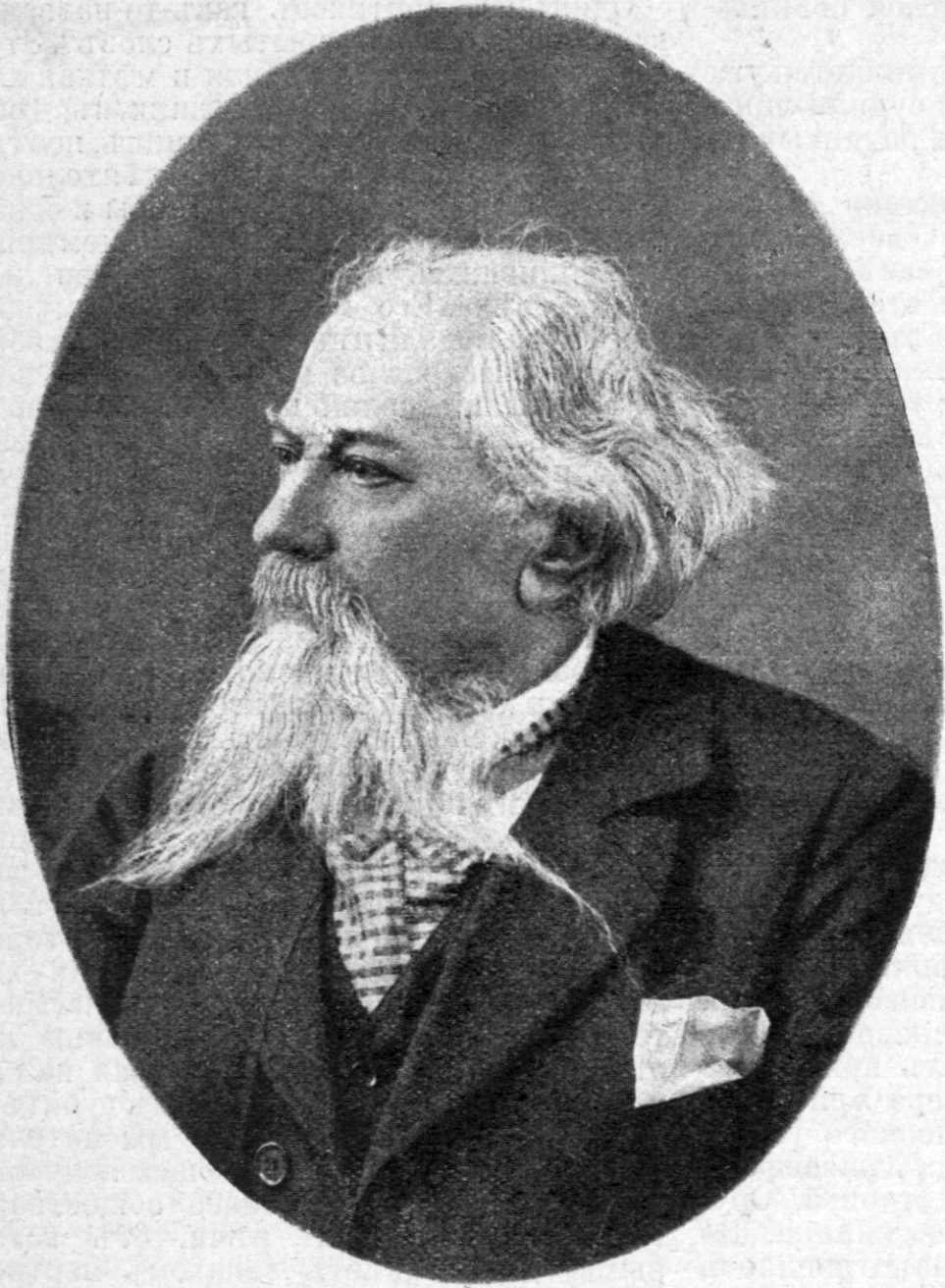
А. Жемчужников

Литературный дебют состоялся в 1850 году; в журнале «Современник» (№ 2) была опубликована его комедия «Странная ночь». Кроме «Современника» Жемчужников также печатался в журналах «Отечественные записки», «Искра» и других. Совместно с братьями Владимиром и Александром, и двоюродным братом Алексеем Толстым создал литературный псевдоним Козьмы Пруткова.
В период 1859—1869 годов А. М. Жемчужников не печатался и почти не писал, как он объяснял впоследствии, опасаясь стать «подголоском» Н. А. Некрасова. Затем постепенно, особенно после возвращения в Россию в 1884 году, начал возвращаться в литературу. Первая книга стихотворений Жемчужникова была издана лишь в 1892 году (в 2-х томах, с портретом автора и автобиографическим очерком) и была отмечена поощрительной пушкинской премией в 1893 году. В 1900 году, к 50-летию его литературной деятельности, вышел в свет новый сборник Жемчужникова «Песни старости». В том же году он был одним из первых (вместе с Толстым, Чеховым, Кони и другими) избран почётным академиком Петербургской академии наук по разряду изящной словесности.
В октябре 1871 года, находясь в Германии, написал стихотворение «Осенние журавли» («Здесь под небом чужим»), посвященное нежно любимой жене, медленно умиравшей от чахотки. Положено на музыку в начале 1920-х годов. Музыку написали Александр Вертинский и Ежи Петерсбурский — автор танго «Утомлённое солнце» и вальса «Синий платочек». Один из самых известных ностальгических романсов.

## Семья

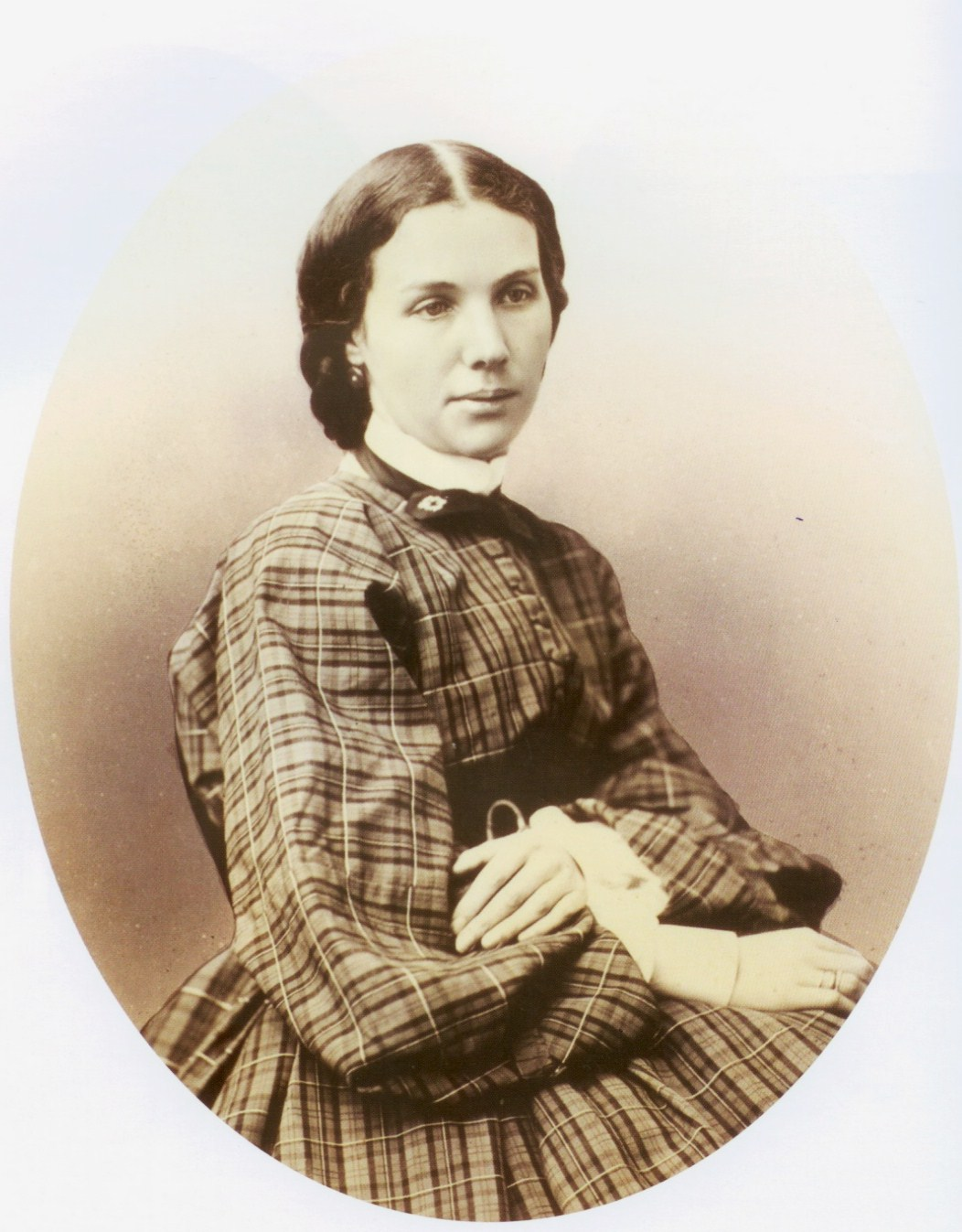
Е. А. Жемчужникова, жена

С 1859 года Жемчужников был женат на Елизавете Алексеевне Дьяковой (1833—25.07.1875), дочери полковника Алексея Николаевича Дьякова (1790—1837) от второго брака его с баронессой Марией Ивановной Д`Альгейм (ум. 1833). После смерти отца воспитывалась мачехой — Елизаветой Алексеевной Дьяковой (1805—1886), урож. Окуловой. Скончалась от чахотки. В браке имела пятерых детей:
- Ольга Алексеевна (1859—1920), хороший музыкант, в первом браке (с 15.04.1884) замужем за доктором медицины Александром (Альфред Август) фон Рорецем; во втором с 1892 года — за Михаилом Андреевичем Боратынским (1855—1924).
- Лидия Алексеевна (1860—1887)
- Татьяна Алексеевна (14.02.1867—14.03.1868), родилась в Карлсруэ, крестница Н. В. Карамзиной, жены А. Н. Карамзина.
- Анастасия Алексеевна (04.11.1868—?), родилась в Ротенбурге, крестница И. С. Тургенева.
- Владимир Алексеевич (? — ?), умер во младенчестве